# Valaská
 Valaská  (in tedesco Wallachischdorf o Taubengarten; in ungherese Garamolaszka, in ruteno Valaška) è un comune della Slovacchia facente parte del distretto di Brezno, nella regione di Banská Bystrica.
Ha dato i natali ad Anton Augustín Baník, storico, filosofo e filologo del XX secolo.

## Storia
Il villaggio venne fondato nel XV secolo  da pastori ruteni chiamati localmente Valaský (Valacchi), qui chiamati dalla Corona d'Ungheria. All'epoca, la giustizia veniva amministrata secondo il diritto valacco. Appartenne alla Signoria del castello di Ľupča, e successivamente ai Togarth, nobile famiglia originaria di un villaggio vicino Valaská oggi scomparso e chiamato Togart.